# Gajówka (województwo dolnośląskie)
Gajówka – wieś w Polsce położona w województwie dolnośląskim, w powiecie lwóweckim, w gminie Mirsk.

## Położenie
Gajówka to Gajówka to rozproszona wieś leżąca na Pogórzu Izerskim, w północno-wschodniej części Kotliny Mirskiej, u północnego podnóża Przedgórza Rębiszowskiego, na wysokości około 380–400 m n.p.m..

## Podział administracyjny
W latach 1975–1998 miejscowość administracyjnie należała do województwa jeleniogórskiego.

## Historia
Gajówka została założona w XVII wieku przez religijnych uciekinierów z Czech. Około roku 1702 wieś została doszczętnie zniszczona przez powódź, a w latach 1720–1730 została odbudowana.

## Opis wsi
Około 3 km od Gajówki znajduje się stacja kolejowa w Rębiszowie. Najbliższy przystanek autobusowy jest w samym środku wioski. Przez Gajówkę przepływa potok Raczyna. W Gajówce jest około 20 zabytkowych domów, głównie murowanych i murowano-szachulcowych.